# Petter Gustafsson
Petter Gustafsson (16 settembre 1985) è un ex calciatore svedese, di ruolo difensore.

## Carriera
Agli inizi della sua carriera, iniziata nelle serie minori svedesi, Gustafsson ha spesso ricoperto il ruolo di ala oltre che quello di difensore centrale. Con lo Skellefteå FF, nel 2008, è stato votato come miglior giocatore del raggruppamento relativo al Västerbotten della Division 2 (la quarta serie nazionale).
Nell'inverno 2009 ha superato un provino con il Djurgården, militante in Allsvenskan, ereditando la maglia numero 5 lasciata libera dalla partenza di Sölvi Ottesen.
Il debutto con i nuovi colori è avvenuto il 6 aprile contro l'Örebro, mentre il primo gol in campionato è stato realizzato circa un anno e mezzo più tardi, il 24 ottobre 2010 nel match contro l'Elfsborg.
Dalla stagione 2014 diventa, da svincolato, un giocatore dell'Åtvidaberg. Durante la prima stagione con la nuova squadra ha collezionato solo cinque presenze in campionato, durante la seconda solo due.